# Hoofdklasse (mannenhandbal) 2021/22
De hoofdklasse is de laagste afdeling van het Nederlandse handbal bij de heren op landelijk niveau. De hoofdklasse bestaat uit vier gelijkwaardige onafhankelijke groepen/competities (A, B, C en D), elk bestaande uit 12 teams en een eigen kampioen. Het kan voorkomen, e.g. omdat teams zich terugtrekken, dat een competitie uit minder dan 12 teams bestaat.

## Gevolgen van de coronapandemie in Nederland
- Tijdens het seizoen werd de competitie tijdelijk stilgelegd.

## Opzet
- De vier kampioenen promoveren rechtstreeks naar de tweede divisie.
- Nummers twee spelen na het beeiddige van de reguliere competitie een nacompetitie voor promotie naar de tweede divisie.
- De ploegen die op de laatste plaats eindigen degraderen rechtstreeks naar de regio eerste klasse.

- Indien er een mogelijkheid bestaat dat er op hoger niveau e.g. ploegen zich terugtrekken en er daardoor extra ploegen kunnen promoveren, worden er zogenaamde rangorde wedstrijden gespeeld tussen de vier ploegen die als tweede geëindigd. Dit betreft een halve competitie waarin de volgorde wordt uitgemaakt van het eerste recht tot promotie indien er extra ploegen kunnen promoveren.

## Hoofdklasse A

### Teams
| Ploeg                 | Plaats          | Provincie  |
| --------------------- | --------------- | ---------- |
| Duiven                | Duiven          | Gelderland |
| Yourlease/Eemland 2   | Soest - Leusden | Utrecht    |
| Erix                  | Lichtenvoorde   | Gelderland |
| Huissen HV/DFS Arnhem | Huissen         | Gelderland |
| Havana                | Nijmegen        | Gelderland |
| SV Quintus            | Hengelo         | Gelderland |
| Handbal Twente        | Hengelo         | Overijssel |
| Unitas 2              | Rolde           | Drenthe    |
| V en S                | Groningen       | Groningen  |

### Stand
| Pos | Club                  | Wed | W  | G  | V | Ptn | DV  | DT  | +/− | Opmerking                                                    |
| --- | --------------------- | --- | -- | -- | - | --- | --- | --- | --- | ------------------------------------------------------------ |
| 1   | Huissen HV/DFS Arnhem | 16  | 12 | 1  | 3 | 27  | 456 | 345 | 111 | Promotie naar de tweede divisie                              |
| 2   | Duiven                | 15  | 11 | 3  | 1 | 23  | 445 | 364 | 81  | Nacompetitie voor rangordewedstrijden voor de tweede divisie |
| 2   | Unitas 2              | 16  | 9  | 5  | 2 | 20  | 393 | 372 | 21  |                                                              |
| 4   | Erix                  | 15  | 7  | 6  | 2 | 16  | 373 | 390 | -17 |                                                              |
| 5   | V en S                | 15  | 4  | 7  | 4 | 12  | 320 | 350 | -30 |                                                              |
| 6   | Havana                | 15  | 6  | 9  | 0 | 12  | 367 | 415 | -48 |                                                              |
| 7   | SV Quintus            | 16  | 5  | 9  | 2 | 12  | 331 | 372 | -41 |                                                              |
| 8   | Yourlease/Eemland 2   | 16  | 5  | 11 | 0 | 10  | 381 | 417 | -36 |                                                              |
| 9   | Handbal Twente        | 16  | 4  | 12 | 0 | 8   | 356 | 397 | -41 | Degradatie naar de eerste klasse                             |

## Hoofdklasse B

### Teams
| Ploeg                 | Plaats              | Provincie     |
| --------------------- | ------------------- | ------------- |
| Bedo                  | Beek en Donk        | Noord-Brabant |
| Bevo HC 3             | Panningen           | Limburg       |
| Gemini Voerendaal     | Voerendaal          | Limburg       |
| HC Groot Venlo        | Venlo               | Limburg       |
| Hercules'81           | Reuver              | Limburg       |
| Handbal Someren       | Someren             | Noord-Brabant |
| BouwCenter Centen/HVW | Wanroij             | Noord-Brabant |
| LimMid                | Roermond            | Limburg       |
| Noav                  | Susteren            | Limburg       |
| Sittardia             | Sittard             | Limburg       |
| Tremeg                | Gemert              | Noord-Brabant |
| Zwart-Wit             | Oirsbeek - Schinnen | Limburg       |

### Stand
| Pos | Club                  | Wed | W  | G  | V | Ptn | DV  | DT  | +/−  | Opmerking                                                    |
| --- | --------------------- | --- | -- | -- | - | --- | --- | --- | ---- | ------------------------------------------------------------ |
| 1   | Tremeg                | 22  | 17 | 4  | 1 | 35  | 572 | 438 | 134  | Promotie naar de tweede divisie                              |
| 2   | Gemini Voerendaal     | 22  | 15 | 4  | 3 | 33  | 517 | 389 | 128  | Nacompetitie voor rangordewedstrijden voor de tweede divisie |
| 2   | Bevo HC 3             | 22  | 16 | 5  | 1 | 33  | 576 | 457 | 119  |                                                              |
| 4   | Sittardia             | 22  | 12 | 6  | 4 | 28  | 522 | 482 | 40   |                                                              |
| 5   | Zwart-Wit             | 22  | 12 | 10 | 0 | 24  | 459 | 460 | -1   |                                                              |
| 6   | HC Groot Venlo        | 21  | 9  | 9  | 3 | 21  | 453 | 411 | 42   |                                                              |
| 7   | Handbal Someren       | 21  | 9  | 11 | 1 | 19  | 456 | 485 | -29  |                                                              |
| 8   | Hercules'81           | 22  | 8  | 13 | 1 | 17  | 315 | 383 | -68  |                                                              |
| 9   | Noav                  | 22  | 8  | 13 | 1 | 17  | 462 | 555 | -93  |                                                              |
| 10  | LimMid                | 21  | 7  | 13 | 1 | 15  | 400 | 463 | -63  |                                                              |
| 11  | BouwCenter Centen/HVW | 21  | 5  | 16 | 0 | 10  | 424 | 491 | -67  |                                                              |
| 12  | Bedo                  | 22  | 3  | 17 | 2 | 8   | 382 | 524 | -142 | Degradatie naar de eerste klasse                             |

## Hoofdklasse C

### Teams
| Ploeg             | Plaats      | Provincie     |
| ----------------- | ----------- | ------------- |
| De Meeuwen        | Rotterdam   | Zuid-Holland  |
| Gemini Zoetermeer | Zoetermeer  | Zuid-Holland  |
| Drechtsteden      | Papendrecht | Zuid-Holland  |
| DWS 2             | Schiedam    | Zuid-Holland  |
| HMS/Achilles      | Utrecht     | Utrecht       |
| HCLB              | Baarn       | Utrecht       |
| Foreholte         | Voorhout    | Zuid-Holland  |
| Hercules 2        | Den Haag    | Zuid-Holland  |
| Celeritas         | Bunnik      | Utrecht       |
| Twist             | Vlaardingen | Zuid-Holland  |
| Dongen            | Dongen      | Noord-Brabant |

### Stand
| Pos | Club              | Wed | W  | G  | V | Ptn | DV  | DT  | +/−  | Opmerking                        |
| --- | ----------------- | --- | -- | -- | - | --- | --- | --- | ---- | -------------------------------- |
| 1   | De Meeuwen        | 19  | 16 | 1  | 2 | 34  | 498 | 401 | 97   | Promotie naar de tweede divisie  |
| 2   | Gemini Zoetermeer | 20  | 13 | 5  | 2 | 28  | 510 | 414 | 96   |                                  |
| 2   | Drechtsteden      | 20  | 13 | 5  | 2 | 28  | 540 | 473 | 67   |                                  |
| 4   | DWS 2             | 19  | 13 | 6  | 0 | 26  | 554 | 490 | 64   |                                  |
| 5   | HMS/Achilles      | 20  | 13 | 7  | 0 | 26  | 501 | 454 | 47   |                                  |
| 6   | HCLB              | 20  | 10 | 9  | 1 | 21  | 503 | 541 | -38  |                                  |
| 7   | Foreholte         | 18  | 6  | 10 | 2 | 14  | 493 | 498 | -5   |                                  |
| 8   | Hercules 2        | 19  | 6  | 13 | 0 | 12  | 469 | 528 | -59  |                                  |
| 9   | Celeritas         | 19  | 5  | 14 | 0 | 10  | 372 | 424 | -52  |                                  |
| 10  | Twist             | 20  | 3  | 15 | 2 | 8   | 436 | 536 | -100 |                                  |
| 11  | Dongen            | 18  | 2  | 15 | 1 | 5   | 451 | 568 | -117 | Degradatie naar de eerste klasse |

## Hoofdklasse D

### Teams
| Ploeg               | Plaats                | Provincie     |
| ------------------- | --------------------- | ------------- |
| AHC '31             | Amsterdam             | Noord-Holland |
| Aristos Amsterdam 2 | Amsterdam             | Noord-Holland |
| De Blinkert         | Haarlem               | Noord-Holland |
| Cometas             | Leeuwarden            | Friesland     |
| C.S.V. Handbal      | Castricum             | Noord-Holland |
| F.H.C.              | St. Annaparochie      | Friesland     |
| Lotus               | Hoofddorp             | Noord-Holland |
| U.S. 2              | Amsterdam             | Noord-Holland |
| Vido                | Purmerend             | Noord-Holland |
| KRAS/Volendam 4     | Volendam              | Noord-Holland |
| Vrone/Berdos 2      | Sint Pancras - Bergen | Noord-Holland |
| Zaanstreek          | Zaandam               | Noord-Holland |

### Stand
| Pos | Club                | Wed | W  | G  | V | Ptn | DV  | DT  | +/−  | Opmerking                                                    |
| --- | ------------------- | --- | -- | -- | - | --- | --- | --- | ---- | ------------------------------------------------------------ |
| 1   | Aristos Amsterdam 2 | 22  | 21 | 0  | 1 | 43  | 599 | 418 | +181 | Promotie naar de tweede divisie                              |
| 2   | F.H.C.              | 22  | 17 | 5  | 0 | 34  | 510 | 401 | +109 | Nacompetitie voor rangordewedstrijden voor de tweede divisie |
| 2   | KRAS/Volendam 4     | 21  | 15 | 6  | 0 | 30  | 518 | 467 | +51  |                                                              |
| 4   | Lotus               | 22  | 12 | 10 | 0 | 24  | 506 | 453 | +53  |                                                              |
| 5   | Zaanstreek          | 20  | 11 | 8  | 1 | 23  | 533 | 491 | +42  |                                                              |
| 6   | AHC '31             | 22  | 10 | 10 | 2 | 22  | 473 | 467 | +6   |                                                              |
| 7   | U.S. 2              | 21  | 9  | 10 | 2 | 20  | 500 | 489 | +11  |                                                              |
| 8   | C.S.V. Handbal      | 17  | 6  | 7  | 4 | 16  | 364 | 390 | -26  |                                                              |
| 9   | Cometas             | 20  | 6  | 13 | 1 | 13  | 425 | 516 | -91  |                                                              |
| 10  | Vido                | 19  | 6  | 13 | 0 | 12  | 423 | 483 | -60  |                                                              |
| 11  | De Blinkert         | 22  | 3  | 18 | 1 | 7   | 476 | 595 | -119 |                                                              |
| 12  | Vrone/Berdos 2      | 22  | 3  | 19 | 0 | 6   | 431 | 588 | -157 | Degradatie naar de eerste klasse                             |

## Rangorde Tweede divisie
| Pos | Club              | Wed | Ptn | W | G | V | DV | DT | +/− | Opmerking                       |
| --- | ----------------- | --- | --- | - | - | - | -- | -- | --- | ------------------------------- |
| 1   | Gemini Voerendaal | 2   | 4   | 2 | 0 | 0 | 64 | 51 | +13 | Promotie naar de tweede divisie |
| 2   | F.H.C.            | 2   | 2   | 1 | 0 | 1 | 51 | 55 | -4  | Promotie naar de tweede divisie |
| 2   | Duiven            | 2   | 0   | 0 | 0 | 2 | 54 | 63 | -9  |                                 |